# Ringer-Europameisterschaften 1927
Die Ringer-Europameisterschaften 1927 fanden im ungarischen Budapest statt. Das Turnier wurde im griechisch-römischen Stil Anfang November ausgetragen.
Die nächsten Europameisterschaften im Ringen fanden erst wieder 1929 in Paris und Dortmund statt, da 1928 in Amsterdam die Olympischen Sommerspiele ausgetragen wurden.

## Ergebnisse
| Klasse   | Gold            | Silber            | Bronze         |
| -------- | --------------- | ----------------- | -------------- |
| -58 kg   | Giovanni Gozzi  | Eduard Pütsep     | Armand Magyar  |
| -62 kg   | Voldemar Väli   | Károly Kárpáti    | Martin Egeberg |
| -67,5 kg | Eduard Sperling | Harald Pettersson | Osvald Käpp    |
| -75 kg   | László Papp     | Albert Kusnets    | František Hala |
| -82,5 kg | Alexander Szabó | Thure Sjöstedt    | Rudolf Loo     |
| +82 kg   | Raymund Badó    | Johan Richthoff   | Josef Urban    |

## Medaillenspiegel
| Rang | Land               | Gold | Silber | Bronze |
| ---- | ------------------ | ---- | ------ | ------ |
| 1    | Ungarn             | 2    | 1      | 1      |
| 2    | Estland            | 1    | 2      | 2      |
| 3    | Tschechoslowakei   | 1    | 0      | 2      |
| 4    | Deutsches Reich    | 1    | 0      | 0      |
|      | Königreich Italien | 1    | 0      | 0      |
| 6    | Schweden           | 0    | 3      | 0      |
| 7    | Norwegen           | 0    | 0      | 1      |